# Zirndorf
Zirndorf (pronunciación en alemán: /ˈt͡sɪʁndɔʁf/ⓘ) es una pequeña ciudad del estado alemán de Baviera, que forma parte del distrito de Fürth, en la región administrativa de Franconia Media.

## Historia

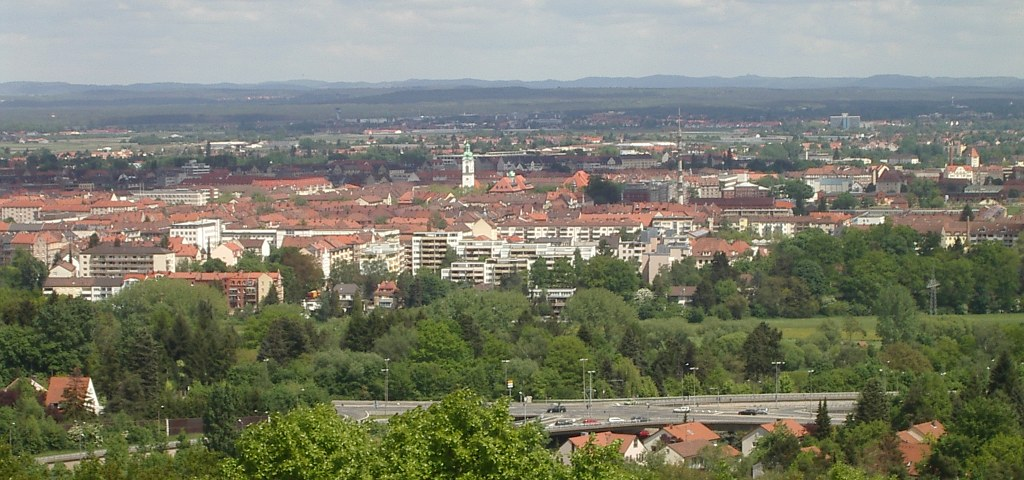
Vista de la ciudad de Zirndorf.

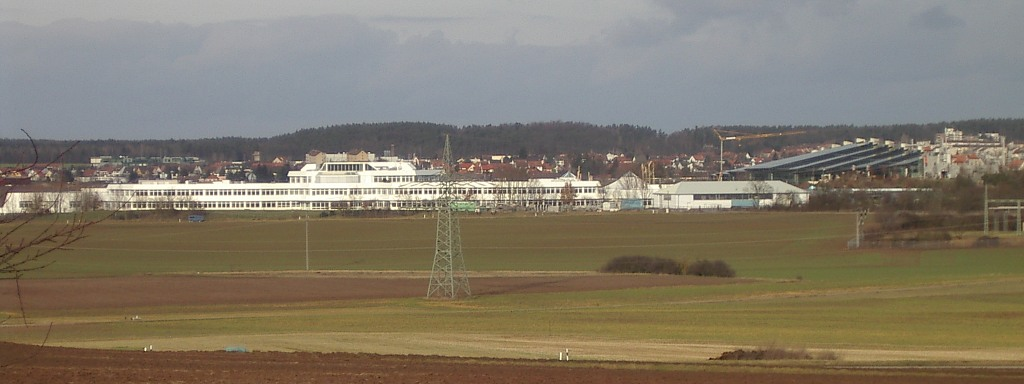
La planta Playmobil en Zirndorf.

La primera mención de la ciudad data del 9 de septiembre de 1297.
La ciudad fue prácticamente destruida durante la Guerra de los Treinta Años, aunque la industria cervecera establecida a finales del siglo XVII contribuyó a su recuperación. A partir de la segunda mitad del siglo XIX, la industria del juguete ha contribuido notablemente en el desarrollo industrial de Zirndorf, y hasta el día de hoy sigue siendo un importante sector productivo de esta ciudad.

## Economía
El Grupo Brandstätter, encargada de la producción de la famosa línea de juguetes Playmobil, tiene su sede principal en Zirndorf, que también cuenta con un parque de diversiones de Playmobil.